# Adelmo Togliani
Adelmo Togliani (Roma, 2 ottobre 1975) è un attore, regista e sceneggiatore italiano.

## Biografia
Figlio di Achille Togliani, nel 1992 Adelmo Togliani frequenta la scuola di recitazione fondata dal padre, l'Accademia Achille Togliani, dove studia recitazione, dizione, storia del cinema, improvvisazione e regia televisiva. Durante l'estate dello stesso anno e in quello successivo accompagna il padre nelle sue tournée di recital canori nel ruolo di presentatore. Nel 1993 si diploma con il massimo dei voti e due anni dopo, in seguito morte del padre, subentra a lui come direttore dell'accademia.
Esordisce nel mondo del cinema nel 1995 con il primo film da protagonista, girato per la Rai col titolo Dopo la tempesta, cui seguiranno Animali a sangue freddo e Memsaab. Nello stesso anno esordisce nella sua prima regia teatrale: "Brothers".
Tra le produzioni televisive interpretate: "Baldini e Simoni", "Un anno a primavera", "Il priore di Barbiana" a fianco di Sergio Castellitto. Come autore ha al suo attivo la serie televisiva “Sweet India” e come regista ha lavorato per il talk show “//DigiTalk”, mandato in onda da E-Tv e la trasmissione per Rai Sat Ragazzi “Snooper”. Come regista teatrale nel 1997, porta in scena “Cabaret” e di seguito “Network”; dirige poi, a partire dal 2003, l'attore Stefano Sarcinelli nel suo monologo dal titolo "La specialità di non essere nessuno".
Nel 2008 vince la rassegna Schermo/scena 08, seminario per attori professionisti gestito da Ennio Coltorti, grazie alla regia del mediometraggio Bravi ragazzi, un adattamento per il cinema dell'opera teatrale omonima di Angelo Longoni.
Ha interpretato il ruolo del padre nella miniserie Rai del 2010 "La mia casa è piena di specchi" con Sophia Loren. Nel luglio del 2010 interpreta un piccolo ruolo in Boris - Il film, pellicola tratta dall'omonima serie televisiva. Sempre nel 2010 gira la miniserie tv per Rai 1 dal titolo Il signore della truffa accanto a Gigi Proietti, nel ruolo del tenente dei Carabinieri Luciano Gottardi.
Nel 2012 prende parte alla fiction Un matrimonio, miniserie per la regia di Pupi Avati. Nell'estate 2012 prende parte al film Il pesce pettine per la regia di Maria Pia Cerulo, girato nel Cilento.
Nel 2022 è regista, insieme a Daniele Di Biasio di un documentario co-prodotto da Rai Cinema sulla vita di suo padre Achille Togliani, dal titolo Parlami d'amore. Nello stesso anno è presidente di giuria della prima edizione di Cecinema Festival.

## Filmografia

### Attore

#### Cinema
- Memsaab, regia di Gabriele Tanferna (1995)
- Panarea, regia di Pipolo (1997)
- Naja, regia di Angelo Longoni (1998)
- Tempo perso, regia di Fulvio Paganin (2000)
- Era ora, regia di Paolo Geremei – cortometraggio (2005)
- Sexum superando - Isabella Morra, regia di Marta Bifano (2005)
- Casanova, regia di Lasse Hallström (2005)
- Boris - Il film, regia di Giacomo Ciarrapico, Mattia Torre e Luca Vendruscolo (2011)
- Leone nel basilico, regia di Leone Pompucci (2012)
- Come il vento, regia di Marco Simon Puccioni (2012)
- Il pesce pettine, regia di Maria Pia Cerulo (2012)
- A Napoli non piove mai, regia di Sergio Assisi (2015)
- La morte del sarago, regia di Alessandro Zizzo – cortometraggio (2016)
- La sabbia negli occhi, regia di Alessandro Zizzo (2017)
- Il nostro nome è Anna, regia di Mattia Mura – cortometraggio (2021)

#### Televisione
- Animali a sangue freddo, regia di Francesco Apolloni – film TV (1995)
- Dopo la tempesta, regia di Andrea e Antonio Frazzi – film TV (1996)
- Un mostro da niente, regia di Gianluigi Calderone – film TV (1996)
- Don Milani - Il priore di Barbiana, regia di Andrea e Antonio Frazzi – miniserie TV (1997)
- Cronaca nera – serie TV, episodi 1x01-1x02-1x03 (1998)
- Baldini e Simoni – serie TV (1999)
- Stiamo bene insieme – serie TV (2002)
- Lo zio d'America – serie TV (2002)
- Don Matteo – serie TV, episodio 3x10 (2002)
- Marcinelle, regia di Andrea e Antonio Frazzi (2003)
- Part Time, regia di Angelo Longoni – film TV (2004)
- Diritto di difesa – serie TV, episodio 1x08 (2004)
- La squadra – serie TV (2005)
- Un anno a primavera, regia di Angelo Longoni – miniserie TV (2005)
- Un caso di coscienza 2 – serie TV, 6 episodi (2005-2006)
- Il commissario De Luca – serie TV, episodio 1x02 (2008)
- Distretto di Polizia – serie TV, episodio 8x01 (2008)
- Provaci ancora prof! – serie TV, episodio 3x03 (2008)
- 7 vite – serie TV (2009)
- La mia casa è piena di specchi, regia di Vittorio Sindoni – miniserie TV (2010)
- Il signore della truffa, regia di Luis Prieto – miniserie TV (2010)
- Un medico in famiglia – serie TV, 10 episodi (2011)
- Un matrimonio, regia di Pupi Avati – miniserie TV (2013-2014)
- Romanzo siciliano, regia di Lucio Pellegrini – miniserie TV (2016)

### Regista
- Io me la sogno – cortometraggio (1998)
- Seventies - 70‘s – mediometraggio (2000)
- Miseri… – cortometraggio (2001)
- Nuti alla meta – documentario (2003)
- Fuori tempo – cortometraggio (2006)
- V Canto – cortometraggio (2007)
- Bravi ragazzi – mediometraggio (2008)
- L'uomo volante – cortometraggio (2014)
- Dagli occhi dell'amore (2019)
- Nèo Kosmo – cortometraggio (2020)
- Parlami d'amore – documentario (2022)
- Bob and Weave – cortometraggio (2023)

## Teatro

### Attore
- Sono vietate le sollecitazioni, regia di Silvano Tranquilli (1995)
- Naja, regia di Angelo Longoni (1996)
- Sopra e sotto il ponte, regia di Maurizio Panici (1997)
- Marx: ci ritorni in mente, bello come sei, regia di Carlo Antonio Venturi (1998)
- Miracoli, regia di Duccio Camerini (1998)
- Briganti, regia di Emanuele Merlino (2012)
- Ad occhi chiusi, regia di Carlo Fineschi (2014)
- Goghgauguin, regia di Biancanives Togliani (2018)
- Monsieur Sjögren e il coraggio di una donna, regia di Stefano Sarcinelli (2018)

### Regista
- Cabaret Adattamento dal film "Cabaret" (1997)
- Quinto potere - Network Adattamento dal film "Network" (1998)
- L'uomo delle giostre (1999)
- Talbot. St.12 (2000)
- LUCIO - L'Ultima Cena In Otto (2001)
- La specialità di non essere nessuno con Stefano Sarcinelli (2003)
- Luxuria cafè (2003)
- Seventies - 70's (2004)
- Sex machine (2006)
- Io, Clarence (2007)
- Tele-DeGrado (2009)

## Riconoscimenti
- Festival internazionale del cinema di Salerno
  - 1998 – Menzione Speciale come produttore e regista del cortometraggio Io me la sogno

- Festival internazionale del cinema di Salerno
  - 2000 – Coppa Festival del Cinema come produttore e regista per Seventies

- Premio Videoclip Italiano
  - 2004 – Premio IED Music Video Maker per Nobody there

- Schermo/Scena
  - 2008 – Vincitore alla regia, ex aequo, per Bravi ragazzi